# Hermidio Barrantes
Hermidio Barrantes Cascante (Puntarenas, 1964. szeptember 2. – ) Costa Rica-i válogatott labdarúgókapus. 

## Pályafutása

### Klubcsapatban
1984 és 1991 között a Municipal Puntarenas játékosa volt, melynek tagjaként 1986-ban bajnoki címet szerzett. 1992 és 1993 között a Herediano kapuját védte és bajnoki címhez segítette csapatát. 1994 és 1997 között a Cartaginés, 1998 és 2002 között a Deportivo Saprissa csapatában játszott. 

### A válogatottban
1989 és 2000 között 38 alkalommal szerepelt az Costa Rica-i válogatottban. Részt vett az 1990-es világbajnokságon, ahol Luis Gabelo Conejo mögött második számú kapusnak számított. A Skócia, a Brazília és a Svédország elleni csoportmérkőzésen nem kapott lehetőséget.  A Csehszlovákia elleni nyolcaddöntőben kezdőként lépett pályára. Tagja volt az 1991-es és az 1997-es UNCAF-nemzetek kupáján aranyérmet szerző válogatott keretének és részt vett az 1991-es, az 1998-as és a 2000-es CONCACAF-aranykupán, illetve az 1997-es Copa Américán.

## Sikerei, díjai
Municipal Puntarenas
- Costa Rica-i bajnok (1): 1986

CS Herediano
- Costa Rica-i bajnok (1): 1992–93

Costa Rica
- UNCAF-nemzetek kupája győztes (2): 1991, 1997